# Biegi narciarskie na Zimowych Igrzyskach Olimpijskich 1948 – sztafeta mężczyzn
Bieg sztafetowy mężczyzn podczas Zimowych Igrzysk Olimpijskich 1948 w Sankt Moritz został rozegrany 3 lutego. Wzięło w nim udział 44 zawodników z jedenastu krajów. Mistrzostwo olimpijskie w tej konkurencji wywalczyła reprezentacja Szwecji w składzie: Nils Östensson, Nils Täpp, Gunnar Eriksson i Martin Lundström. 

## Wyniki
| Pozycja | Kraj                                                                                        | Czas                            | Strata   |
| ------- | ------------------------------------------------------------------------------------------- | ------------------------------- | -------- |
|         | Szwecja · Nils Östensson · Nils Täpp · Gunnar Eriksson · Martin Lundström                   | 2:32:08 36:16 37:14 38:27 40:11 | -        |
|         | Finlandia · Lauri Silvennoinen · Teuvo Laukkanen · Sauli Rytky · August Kiuru               | 2:41:06 38:11 38:16 40:30 44:09 | +8:58    |
|         | Norwegia · Erling Evensen · Olav Økern · Reidar Nyborg · Olav Hagen                         | 2:44:33 40:15 38:37 41:39 44:02 | +12:25   |
| 4.      | Austria · Josef Gstrein · Josef Deutschmann · Engelbert Hundertpfund · Karl Rafreider       | 2:47:18 40:02 40:46 42:09 44:21 | +15:10   |
| 5.      | Szwajcaria · Niklaus Stump · Robert Zurbriggen · Max Müller · Edy Schild                    | 2:48:07 41:08 40:22 42:05 44:32 | +15:59   |
| 6.      | Włochy · Vincenzo Perruchon · Silvio Confortola · Rizzieri Rodeghiero · Severino Compagnoni | 2:51:00 41:50 41:18 41:51 46:01 | +18:52   |
| 7.      | Francja · René Jeandel · Gérard Perrier · Marius Mora · Benoît Carrara                      | 2:51:53 42:54 42:28 42:43 43:48 | +19:45   |
| 8.      | Czechosłowacja · Štefan Kovalčík · František Balvín · Jaroslav Zajíček · Jaroslav Cardal    | 2:54:56 42:57 43:12 44:53 43:54 | +22:48   |
| 9.      | Jugosławia · Tone Razinger · Anton Pogačnik · Matevž Kordež · Jože Knific                   | 2:55:55 41:16 43:08 45:01 46:30 | +23:47   |
| 10.     | Polska · Józef Daniel Krzeptowski · Stanisław Bukowski · Tadeusz Kwapień · Stefan Dziedzic  | 2:59:19 43:03 44:22 43:29 48:25 | +27:11   |
| 11.     | Liechtenstein · Christof Frommelt · Arthur Meier · Xaver Frick · Egon Matt                  | 3:35:39 47:25 52:51 58:21 57:02 | +1:03:31 |